# ديلاوير
ديلاوير أو دِلوِير (بالإنجليزية: Delaware)‏ هي ولاية من الولايات المتحدة. تقع ولاية ديلاوير في الجزء الأوسط من الولايات المتحدة المطل على المحيط الأطلسي ويعود اسم الولاية تخليدًا لذكرى البارون ديلاوير الذي اكتشف نهر ديلاوير. وتُلقب ديلاوير بـ«الولاية الماسية» نظرا لصغر حجمها وثرائها النسبي وتبلغ نسبة السكان العرب 0.3% وتبلغ نسبة المسلمين 0.2% وتوجد في الولاية عدة مساجد من أشهرها الجمعية الإسلامية لولاية ديلاوير في مدينة سميرنا.
ومن أهم معالم الولاية قلعة كريستينا ومتحف هاجلي وكنيسة الثالوث المقدسة ومن الشخصيات المشهورة ولاية ديلاوير القس ريتشارد آلين مؤسس كنيسة الميثوديست الأفريقية وعالم الفلك الأمريكي جامب كانون وكذلك القاضي جورج ريد وهو أحد المشاركين في توقيع إعلان الاستقلال الأمريكي.

## تاريخ

### الأمريكيون الأصليون
قبل استيطان المستعمرين الأوروبيين ديلاوير، كانت الولاية الحالية موطنًا لقبائل ألجونكيان الشرقية المعروفة باسم أونامي لينابي، أو ديلاوير، الذين عاشوا في الغالب على طول الساحل، وقبيلة نانتيكوك التي احتلت جزءًا كبيرًا من شبه جزيرة دلمارفا الجنوبية. يبين جون سميث وجود قبيلتين من الإيروكوا، وهما كوسكاراوك وتوكوغ، اللتين تعيشان شمال قبيلة نانتيكوك، واللتين قد امتلكتا أجزاء صغيرة من الأرض في الجزء الغربي من الولاية قبل الهجرة عبر خليج تشيسابيك. من المرجح أن يكون الكوسكاراوكس هم التوسكارورا.
ارتبط الأونامي لينابي في وادي ديلاوير ارتباطًا وثيقًا بقبائل مونسي لينابي على طول نهر هدسون. كان لديهم مجتمع مستقر اعتمد على الصيد والزراعة، وسرعان ما أصبحوا وسطاء في تجارة الفراء المتزايدة مع أعدائهم القدامى، مينكوا أو سسكويهانوك. مع فقدان أراضيهم على نهر ديلاوير وتدمير الإيروكوا لمينكوا الأمم الخمسة في سبعينيات القرن السابع عشر، غادر بقايا قبيلة لينابي الذين أرادوا البقاء على هويتهم المنطقة وانتقلوا عبر جبال أليغاني بحلول منتصف القرن الثامن عشر. عامةً، أولئك الذين لم ينتقلوا خارج ولاية ديلاوير تم تعميدهم، وأصبحوا مسيحيين وتجمعوا مع أشخاص آخرين من ذوي الأصول الملونة في السجلات الرسمية وفي أذهان جيرانهم غير الأصليين.

### ديلاوير الاستعمارية
كان الهولنديون أول الأوروبيين الذين استوطنوا في ديلاوير الحالية في المنطقة الوسطى من خلال إنشائهم مركز تجاري في زوانندال، بالقرب من موقع لويس في عام 1631. خلال عام، قُتل جميع المستوطنين في نزاع مع القبائل الأمريكية الأصلية التي عاشت في المنطقة. في عام 1638، تأسس نيو سويدن، مركز تجاري ومستعمرة سويدية، في حصن كريستينا (الآن في ويلمنغتون) بواسطة بيتر مينويت على رأس مجموعة من السويديين والفنلنديين والهولنديين. استمرت مستعمرة نيو سويدن لمدة 17 عامًا. في عام 1651، أنشأ الهولنديون، بقيادة بيتر ستايفسانت، حصنًا في نيو كاسل الحالية، وفي عام 1655، غزوا مستعمرة نيو سويدن وضمّوها إلى نيو نذرلاند الهولندية. بعد تسع سنوات فقط، في عام 1664، غزا الأسطول الإنجليزي بقيادة السير روبرت كار تحت توجيه جيمس، دوق يورك، الهولنديين. عد التغلب على مطالبة سابقة من سيسيل كالفرت، بارون بالتيمور الثاني ومالك ميريلاند، نقل الدوق ملكيته المشكوك فيها إلى ويليام بن في عام 1682. رغب بن بشدة في الوصول إلى البحر لمقاطعة بنسلفانيا، فاستأجر ما أصبح يعرف فيما بعد «المقاطعات السفلى على ديلاوير» من الدوق.
أسس بن حكومة تمثيلية ودمج ممتلكاته تحت جمعية عامة واحدة في عام 1682. بحلول عام 1704، كانت مقاطعة بنسلفانيا قد نمت بشكل كبير لدرجة أن ممثليها أرادوا اتخاذ القرارات دون موافقة المقاطعات السفلى، وبدأت مجموعتا الممثلين بالاجتماع بمفردهما، واحدة في فيلادلفيا، والأخرى في نيو كاسل. ظل بن ووارثوه أصحاب كلتا المقاطعتين، وعينوا دائمًا نفس الشخص حاكمًا لمقاطعة بنسلفانيا وأراضي المقاطعات السفلى. لم يكن كون ديلاوير وبنسلفانيا تتشاركان نفس الحاكم أمرًا فريدًا. من عام 1703 إلى 1738، تشاركت نيويورك ونيوجيرسي نفس الحاكم. كما تشاركت ماساتشوستس ونيوهامبشير نفس الحاكم لفترة من الزمن.
اعتمدت ديلاوير في سنواتها الأولى على العمل بعقود الخدمة، واستوردت المزيد من العبيد مع انخفاض عدد المهاجرين الإنجليز نتيجة لتحسن الأوضاع الاقتصادية في إنجلترا. أصبحت المستعمرة مجتمعًا يعتمد على العبيد وزرعت التبغ كمحصول نقدي، رغم استمرار وصول المهاجرين الإنجليز.

### الثورة الأمريكية
مثل المستعمرات الوسطى الأخرى، أظهرت المقاطعات السفلى على ديلاوير في البداية حماسًا قليلًا للانفصال عن بريطانيا. تمتع المواطنون بعلاقة جيدة مع الحكومة المالكة، وعادة ما تمتعوا بمزيد من الاستقلال في تصرفاتهم في جمعيتهم الاستعمارية مقارنة بالمستعمرات الأخرى. كان للتجار في ميناء ويلمنغتون علاقات تجارية مع البريطانيين.
أدان المحامي توماس مكين من نيو كاسل قانون الطابع بأقوى العبارات، وأصبح جون ديكنسون، المنحدر من مقاطعة كينت، «كاتب الثورة». توقعًا لإعلان الاستقلال، أقنع زعماء الوطنيين توماس مكين وقيصر رودني الجمعية الاستعمارية بإعلان انفصالها عن الحكم البريطاني والبنسلفاني في 15 يونيو 1776. لم يستطع الشخص الذي يمثل غالبية سكان ديلاوير، جورج ريد، التصويت لصالح إعلان الاستقلال. فقط الرحلة الليلية الدراماتيكية لقيصر رودني هي التي منحت الوفد الأصوات اللازمة لتصويت ديلاوير لصالح الاستقلال.
بقيادة جون هاسلت في البداية، قدمت ديلاوير أحد أفضل الأفواج في الجيش القاري، المعروف باسم «ديلاوير بلوز» والملقب باسم «صغار الدجاجة الزرقاء». في أغسطس 1777، قاد الجنرال السير ويليام هاو جيشًا بريطانيًا عبر ديلاوير في طريقه إلى الانتصار في معركة برانديواين والسيطرة على مدينة فيلادلفيا. كان الاشتباك الحقيقي الوحيد على أرض ديلاوير هو معركة جسر كوتش، التي دارت في 3 سبتمبر 1777 عند جسر كوتش في مقاطعة نيو كاسل، على الرغم من وجود تمرد صغير للمؤيدين للبريطانيين في عام 1778.
بعد معركة برانديواين، احتل البريطانيون ويلمنغتون وأُسر رئيس الولاية جون مكينلي. أحكم البريطانيون السيطرة على نهر ديلاوير معظم فترة الحرب المتبقية، مما أدى إلى تعطيل التجارة وتشجيع جزء نشط من السكان المؤيدين للبريطانيين، خاصة في مقاطعة سوسيكس. نظرًا لوعود البريطانيين عبيد المتمردين بالحرية مقابل القتال معهم، تدفق العبيد الهاربون شمالًا للانضمام إلى صفوفهم.
بعد الثورة الأمريكية، كان رجال الدولة من ديلاوير من بين المؤيدين الرئيسيين لحكومة مركزية قوية في الولايات المتحدة مع تمثيل متساوٍ لكل ولاية.

### الرّق والعرق
العديد من المستوطنين الاستعماريين إلى ديلاوير من ماريلاند وفيرجينيا، حيث كانت الزيادة السكانية سريعة الوتيرة. اعتمدت اقتصادات هذه المستعمرات أساسًا على التبغ متطلب العمالة، وزاد اعتمادها على العبيد الأفارقة بسبب انخفاض عدد المهاجرين من الطبقة العاملة من إنجلترا. كان معظم المستوطنين الإنجليز قد وصلوا كخدم بعقود (مُتعهدين لفترة محددة لسداد تكلفة رحلتهم)، وفي السنوات الأولى كانت الفروق بين الخادم والعبد غير واضحة.
هاجر معظم الأسر الأفرو-أمريكية الحرة في ديلاوير قبل الثورة من ماريلاند للعثور على أراضٍ بأسعار معقولة أكثر. كانوا في الغالب أحفادًا لعلاقات أو زيجات بين نساء خادمات بيض ورجال أفارقة أو أفرو-أمريكيين، سواء كانوا عبيدًا أو خدمًا أو أحرارًا. وفقًا لقوانين العبودية، تبع الأطفال الوضع الاجتماعي لأمهاتهم، لذلك كان الأطفال المولودون لنساء بيض أحرارًا، بغض النظر عن أبوتهم، تمامًا كما كان الأطفال المولودون لنساء مستعبدات يولدون في العبودية. مع انخفاض تدفق الخدم بعقود إلى المستعمرة بسبب تحسن الأوضاع الاقتصادية في إنجلترا، استورد المزيد من العبيد للعمل وأصبحت الفوارق الطبقية أكثر وضوحًا.
بحلول نهاية الفترة الاستعمارية، بدأ عدد المستعبدين في ديلاوير في الانخفاض. أدت التحولات في الاقتصاد الزراعي من زراعة التبغ إلى الزراعة المتنوعة إلى تقليل الحاجة إلى عمالة العبيد. بالإضافة إلى ذلك، شجع المحليون الميثوديون والكويكرز مالكي العبيد على تحرير عبيدهم بعد الثورة الأمريكية، وقام العديد منهم بذلك في موجة تحرير فردي للعبيد. بحلول عام 1810، كان ثلاثة أرباع جميع السود في ديلاوير أحرارًا. عندما حرر جون ديكنسون عبيده في عام 1777، كان أكبر مالك للعبيد في ديلاوير مع 37 عبدًا. بحلول عام 1860، كان أكبر مالك للعبيد يملك 16 عبدًا.

## جغرافية ديلاوير
تعتبر ولاية ديلاوير ثاني أصغر ولاية بعد ولاية رود آيلاند، ويحدها شرقاً ولاية نيوجيرسي وذلك عبر خليج ونهر ديلاوير، ويحدها غرباً ولاية ماريلند وجنوباً نفس الولاية. ولها حدودٌ قصيرة مع ولاية بنسلفانيا شمالاً.
تتكون الولاية من ثلاث مقاطعات فقط وتبلغ مساحتها الكلية 5161 كم مربع وبذلك تحتل المرتبة التاسعة والأربعون من حيث المساحة في الولايات المتحدة.
تشغل ديلاوير جزءاً من شبه جزيرة ديلمارفا فهي تقع في الجزء الشمالي الشرقي لشبه الجزيرة في مواجهة نهر ديلاوير الذي يمتد حتى خليج ديلاوير المرتبط بالمحيط الأطلنطي.
توجد عدة أنهار صغيرة في الولاية عدا نهر ديلاوير منها ما يمتد غربا حتى نهر ديلاوير وأخرى غرباً حتى ولاية ماريلند وتشيسابيك وهذه الأنهار هي نهر كريستينا ونهر براندي وين الذين يصبان في نهر ديلاوير وهناك نهر ناتي كوك الذي يصب في خليج تشيزابيك وتعد أراضي الولاية أرضاً منخفضة ويبلغ أقصى ارتفاع على حدود بنسيلفانيا حوالي 440 قدم.
عاصمة الولاية هي مدينة دوفر ويبلغ عدد سكانها 32.808 وتعتبر مدينة ويلمنجتون من أكبر المدن من حيث المساحة ويبلغ عدد سكانها 72.051 نسمة ومن المدن الأخرى الكبيرة مدينة نيو آرك ومدينة ميلفورد.

## تاريخ ديلاوير
يعد المستكشف الهولندي هنري هدسون أول من جاء إلى أراضي ديلاوير عام 1609، وفي عام 1610 أطلق الكابتن صمويل جورج من فارجينا على هذه الولاية اسم ديلاوير حاكم المستعمرة الأمريكية فيرجينا في ذلك الوقت. وقد حاول الهولنديون بناء مستعمرة لهم هناك عام 1631 ولكن محاولتهم باءت بالفشل وقد جاء المستعمرون السويديون إلى فورت كريستين المسماة الآن مدينة ويلمنغتون وذلك عام 1638 ولكنهم استسلموا للهولنديين الجدد بقيادة الحاكم الهولندي بيترستوفيس عام 1655.
وقد استولت إنجلترا على المنطقة عام 1664 وانتقلت إدارتها إلى ويليام مقاطعة تلو الأخرى منذ عام 1682 وحتى 1704 عندما حاربت الولاية خلال الثورة الأمريكية وقد أصبحت ولاية ديلاوير بعد ذلك أول ولاية أمريكية وأول ولاية تصادق على الدستور الأمريكي عام 1787.
وأثناء الحرب الأهلية وبالرغم أن الولاية كانت تحتوي على العبيد فهي لم تنسحب من الاتحاد. وفي عام 1802 أنشأ البثير أرنيه دويونت مصنعاً للبارود بالقرب من مدينة ويلمنجتون ثم أصبحت الولاية رائدة في مجال الصناعات الكيميائية.

## سكان ديلاوير
يبلغ عدد سكان ديلاوير 783,600 نسمة حسب إحصائيات عام 2002 وبذلك تحتل المرتبة الخامسة والأربعون من حيث الكثافة السكانية في الولايات المتحدة الأمريكية وتبلغ نسبة الكثافة السكانية 401 شخص في الميل المربع وتبلغ نسبة السكان البيض من أصول أوروبية 72.5% والأمريكيون الأفارقة 19.2% والهنود الحمر 0.3% والآسيويون 2.1% والأمريكيون اللاتينيون 4.8% ومتعددي الأجناس 1.1%. وتبلغ نسبة من يملكون مساكنهم 77.3% ونسبة الفقراء 8.2% حسب إحصائيات 2003.
اقتصاد ديلاوير: يبلغ إجمالي الناتج القومي لولاية ديلاوير حوالي 50.486 مليون دولار عام 2004 ويبلغ متوسط دخل الفرد سنويا" 35.861 ووصلت نسبة البطالة 4.1% ويبلغ إجمالي إنتاج قطاع الصناعة 4.880 مليون دولار وقطاع الخدمات 3.024 مليون دولار والقطاع الحكومي 4.229 مليون دولار وقطاع الصحة والرعاية الاجتماعية 2.507 مليون دولار.
ونظرا" لمرونة القوانين في ولاية ديلاوير الخاصة بتنظيم الأعمال التجارية والضرائب فقد تمركزت أكبر شركات الولايات المتحدة والمؤسسات وخاصة البنوك وشركات الخدمات في شمال ديلاوير ومنذ التسعينيات أصبح قطاع التأمين والتمويل من القطاعات المزدهرة التي يعتمد عليها اقتصاد ولاية ديلاوير.
بينما تتمركز المزارع بالقرب من قناة تشيزابيك وديلاوير.
ومن أهم المنتجات الزراعية الفروج وفول الصويا والذرة ومنتجات الألبان ومن منتجات صيد الأسماك المحار وسمك المنهيدن.
أما عن المصانع فهي تتمركز حول مدينة ويلمنجتون حيث يوجد العديد من الشركات والمصانع التي أسستها عائلة دوبونت في القرن التاسع عشر.
ومن الصناعات الهامة صناعة الأعشاب الطبية والأغذية المعالجة والمطاط والبلاستيك ومعدات وسائل المواصلات.
جامعات ديلاوير: من أهم جامعات ديلاوير جامعة ديلاوير الحكومية وتأسست عام 1891 ويبلغ عدد طلابها 3.178 وتقع في مدينة دوفر، وهناك أيضا" جامعة ديلاوير في مدينة نيورك وتأسست عام 1743 ويبلغ عدد طلابها 20.713 وهناك جامعة ويلمنجتون الخاصة وتأسست عام 1967 وعدد طلابها 7.156 طالب

## اقرأ أيضا
- علم ديلاوير